# Filoxen d'Alexandria
Filoxen d'Alexandria (en llatí Philoxenus Alexandrinus, Φιλόξενος) fou un famós gramàtic grec. Es va traslladar a la ciutat de Roma, on va ensenyar i va escriure sobre Homer, sobre els dialectes jònic i lacònic i altres obres gramaticals (Suides, s. v.; Fabricius, Bibl. Graec. vol. vi. pp. 193, 376, 634).